# Ballan 1998
Questa voce raccoglie le informazioni riguardanti la Ballan nelle competizioni ufficiali della stagione 1998.

## Organico

### Staff tecnico
TM=Team Manager; DS=Direttore Sportivo.
|  | Naz.              | Ruolo | Sportivo       |  |  |  |
|  | ----------------- | ----- | -------------- |  |  |  |
|  | Italia (bandiera) | DS    | Flavio Miozzo  |  |  |  |
|  | Italia (bandiera) | DS    | Dario Mariuzzo |  |  |  |

### Rosa
|  | Naz.                |  | Sportivo            | Anno |  |  |
|  | ------------------- |  | ------------------- | ---- |  |  |
|  | Italia (bandiera)   |  | Adriano Baffi       | 1962 |  |  |
|  | Italia (bandiera)   |  | Filippo Baldo       | 1975 |  |  |
|  | Italia (bandiera)   |  | Angelo Canzonieri   | 1964 |  |  |
|  | Italia (bandiera)   |  | Stefano Cattai      | 1967 |  |  |
|  | Italia (bandiera)   |  | Gabriele Colombo    | 1972 |  |  |
|  | Italia (bandiera)   |  | Carlo Finco         | 1968 |  |  |
|  | Ucraina (bandiera)  |  | Oleksandr Hončenkov | 1970 |  |  |
|  | Russia (bandiera)   |  | Oleg Griškin        | 1975 |  |  |
|  | Slovenia (bandiera) |  | Martin Hvastija     | 1969 |  |  |
|  | Italia (bandiera)   |  | Endrio Leoni        | 1968 |  |  |
|  | Italia (bandiera)   |  | Nicola Loda         | 1971 |  |  |
|  | Italia (bandiera)   |  | Alberto Ongarato    | 1975 |  |  |
|  | Italia (bandiera)   |  | Rodolfo Ongarato    | 1971 |  |  |
|  | Russia (bandiera)   |  | Maxim Smirnov       | 1976 |  |  |
|  | Italia (bandiera)   |  | Matteo Tosatto      | 1974 |  |  |
|  | Italia (bandiera)   |  | Amilcare Tronca     | 1972 |  |  |
|  | Lettonia (bandiera) |  | Pëtr Ugrumov        | 1961 |  |  |

## Palmarès

### Corse a tappe
- Quatre Jours de Dunkerque

3ª tappa, 1ª semitappa (Aleksandr Hončenkov)
5ª tappa (Gabriele Colombo)
- Tirreno-Adriatico

4ª tappa (Gabriele Colombo)
- Giro di Calabria

1ª tappa (Endrio Leoni)

### Corse in linea
- Trofeo Melinda (Rodolfo Ongarato)
- Giro del Medio Brenta (Matteo Tosatto)
- Luk-Cup Buhl (Pëtr Ugrumov)

### Pista
- Sei giorni di Bassano del Grappa (Andriano Baffi)
- Sei giorni di Grenoble (Andriano Baffi)
- Sei giorni di Colonia (Andriano Baffi)